# Georg-Peter Eder
Georg-Peter Eder (ur. 8 marca 1921 w Oberdachstetten, zm. 11 marca 1986 w Wiesbaden) – niemiecki as myśliwski z okresu II wojny światowej, który służył w Luftwaffe od 1938 do końca walk w 1945. Odbył 572 misji bojowych zgłaszając zestrzelenie 78 wrogich samolotów.

## Życiorys
Georg-Peter Eder odbył 572 misji bojowych z czego 150 na samolocie Messerschmitt Me 262. Na froncie wschodnim odniósł 10 zwycięstw powietrznych, na zachodnim 68, z czego nie mniej niż 36 zestrzelonych samolotów było czterosilnikowymi bombowcami. Na Me 262 odniósł przynajmniej 12 zwycięstw, choć przynajmniej jedno źródło twierdzi że ta liczba może być równa lub większa niż 24. Zestrzelił, wśród wszystkich pilotów, najwięcej czterosilnikowych bombowców i był liderem wśród pilotów zestrzeliwujących samoloty USAAF, zgłaszając zestrzelenie 56 samolotów amerykańskich. Był współautorem wraz z niemieckim asem myśliwskim Egonem Mayerem tzw. ataku frontalnego na bombowce B-17, wykorzystując martwe pole ostrzału od czoła, które zostało zniwelowane dopiero w ulepszonej wersji B-17G przez wprowadzenie zdalnie sterowanych dwóch sprzężonych 12,7 mm karabinów maszynowych w dziobowej strefie B-17. Był zestrzeliwany 17 razy, 9 razy skakał na spadochronie, ranny 14 razy.
Charakteryzował się nieatakowaniem ciężko uszkodzonych samolotów wroga.

## Odznaczenia
- Krzyż Rycerski Krzyża Żelaznego z Liśćmi Dębu
  - Krzyż Rycerski – 24 czerwca 1944
  - Liście Dębu (nr 663) – 25 listopada 1944
- Krzyż Niemiecki w Złocie – 31 sierpnia 1943
- Krzyż Żelazny I Klasy
- Krzyż Żelazny II Klasy
- Puchar Honorowy Luftwaffe – 16 czerwca 1943